# 라틴아메리카 연대기구

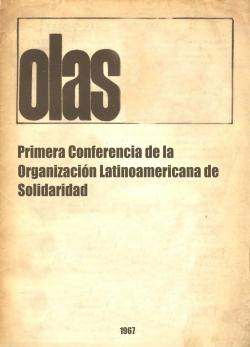
OLAS 제1차 대표자회 자료집.

라틴아메리카 연대기구(스페인어: Organización Latinoamericana de Solidaridad; OLAS)는 1967년 8월 쿠바에서 살바도르 아옌데의 제안으로 설립된, 라틴아메리카 각국의 반제국주의 운동의 연합체다. 모토는 “모든 혁명가의 의무는 혁명을 해내는 것”.
OLAS의 설립은 1966년 1월 제1회 삼대륙혁명연대대표자회(스페인어: Primera Conferencia Tricontinental de Solidaridad Revolucionaria)가 성황리에 개최된 것에서 비롯되었다. 이 행사에는 아시아, 아프리카, 라틴아메리카의 500여 혁명조직들에서 대표자가 파견되었다. 쿠바 미사일 위기 몇년 뒤에 개최된 이 대표자회의 목표는 미국 제국주의에 대항하는 투쟁과 혁명을 확대하는 것이었다. 쿠바를 후원하던 소련은 이 대표자회를 개최함으로써, 제3세계 주도국을 자처하며 소련과 갈라선 중공의 기세를 꺾으려 했다.
OLAS는 처음으로 내놓은 성명에서 무장투쟁과 유격전을 중심으로 하는 혁명전략을 명시했으며, 혁명무력은 노동자계급 뿐 아니라 농민과 학생을 포함해야 하며, 선거는 시간낭비라고 평가절하하였다. 이는 전체적으로 쿠바혁명의 경험을 전범으로 삼은 것으로서, 라틴아메리카 혁명운동에서 쿠바의 역할을 강화하고 쿠바를 중심으로 혁명조직들을 규합하려는 시도였다. 당시 언론에서 “이로써 아바나는 라틴아메리카 해방의 새로운 인터내셔널의 수도”라고 표현할 정도였다.
하지만 OLAS 제1회 대표자회가 개최되고 몇주도 안 되어 체 게바라가 볼리비아에서 허무하게 죽고, 안데스 국가들의 현존 유격대 조직들을 하나로 통합재편하려는 시도도 무위로 돌아감에 따라 처음 제안한 목표를 달성하는 것은 힘들어졌다. 1970년이 되면 이미 OLAS는 실제적인 조율능력은 없는 선전언론기구로 전락했다.